# Matt Griffin
Matthew John Griffin (Cork, 1 oktober 1982) is een Iers autocoureur. In 2013 werd hij kampioen in de GTE-klasse van de European Le Mans Series.

## Carrière
Griffin begon zijn autosportcarrière in het formuleracing in 2001, toen hij in de Formule Renault BARC debuteerde. Hij bleef twee jaar actief in de klasse, waarin hij achtereenvolgens zesde en elfde in het kampioenschap eindigde. In 2003 stapte hij over naar het Britse GT-kampioenschap en behaalde hij direct de titel in de GTC-klasse. In 2004 stapte hij binnen het kampioenschap over naar de N-GT-klasse, waarin hij in slechts de helft van de races reed. In 2005 won hij zijn enige race in de FIA GT.
In 2006 kwam Griffin niet uit in een autosportklasse, maar in 2007 keerde hij terug in de Britse Porsche Carrera Cup, waar hij twee races reed. In 2008 reed hij een dubbel programma in het Britse GT-kampioenschap en de GTA-klasse van de International GT Open en werd in beide klassen achttiende in de eindstand. In 2009 stapte hij binnen de GT Open over naar de Super GT-klasse en werd hij dertiende in de eindstand. In 2010 eindigde hij hier het seizoen als veertiende, terwijl hij in de Britse GT derde in de GT3-klasse werd.
In 2011 maakte Griffin zijn debuut in de enduranceracerij en kwam hij uit in de Blancpain Endurance Series, waar hij voor AF Corse achtste in de Pro-Am Cup werd. Ook was hij actief in de FIA GT3 en eindigde hier in op plaats 22 in het klassement. In 2012 debuteerde hij in het nieuwe FIA World Endurance Championship (WEC) in de LMGTE Am-klasse bij het team AF Corse. Ook maakte hij zijn debuut in de LMGTE Am-klasse van de European Le Mans Series (ELMS), waarin hij tweede in het klassement werd. In het Britse GT-kampioenschap eindigde hij dat jaar als vierde. In 2013 stapte hij binnen de ELMS over naar Ram Racing, waar hij samen met Johnny Mowlem de races op het Autodromo Internazionale Enzo e Dino Ferrari, de Red Bull Ring en het Circuit Paul Ricard won en zo kampioen werd. In het WEC werd hij met twee podiumplaatsen tijdens de 24 uur van Le Mans en de 6 uur van Bahrein achtste in de LMGTE Am-klasse, terwijl hij met drie zeges vijfde in de GT Open werd.
In 2014 keerde Griffin in de ELMS terug naar AF Corse. Samen met Duncan Cameron en Michele Rugolo won hij de races op Silverstone, de Red Bull Ring en Paul Ricard, waardoor hij tweede in de eindstand werd. In de GT Open werd hij met een zege zevende. In 2015 werd hij kampioen in de Pro-Am Cup van de Blancpain Endurance Series, alhoewel hij geen enkele race wist te winnen, en eindigde hij samen met Cameron en Aaron Scott als derde in de ELMS. In 2016 was de ELMS het enige kampioenschap waarin hij een volledig seizoen reed en werd hij samen met Cameron en Scott zesde in het eindklassement.

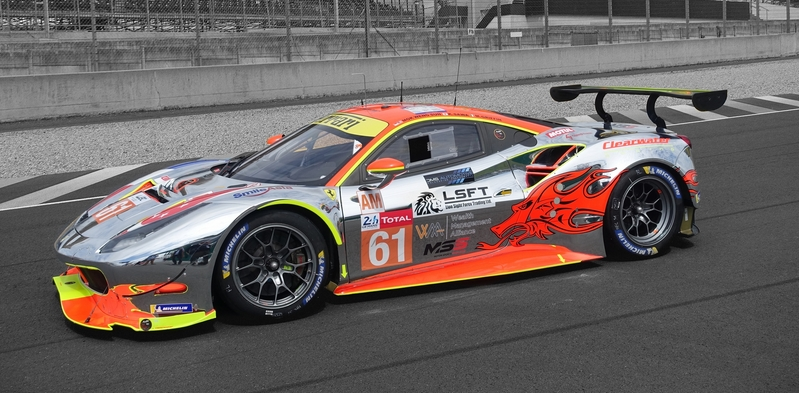
Matt Griffin tijdens de 24 uur van Le Mans in 2018.

In 2017 reed Griffin voor het eerst sinds 2013 in een volledig seizoen van het WEC, waar hij voor Clearwater Racing de auto met Weng Sun Mok en Keita Sawa deelde. Hij won direct de eerste race, de 6 uur van Silverstone, en stond in de rest van het seizoen nog vijfmaal op het podium, waardoor hij als derde in het klassement eindigde. In de ELMS werd hij met twee zeges op de Red Bull Ring en Paul Ricard vierde in de GTE-klasse. In het seizoen 2018-2019 stond hij in de seizoensopener van het WEC, de 6 uur van Spa-Francorchamps 2018, op het podium. Na vijf races kreeg Griffin met Luis Pérez Companc en Matteo Cressoni nieuwe teamgenoten, met wie hij ook in de 6 uur van Spa-Francorchamps 2019 en de 24 uur van Le Mans podiumplaatsen behaalde. Uiteindelijk werd hij vijfde in de eindstand. Daarnaast werd hij in 2018 tweede in de Pro-Am Cup van de Blancpain Endurance Series en vijfde in de GTE-klasse van de ELMS, terwijl hij in 2019 zevende in de GT Open en opnieuw vijfde in de ELMS werd.
In 2020 nam Griffin enkel deel aan de ELMS, waar hij voor Spirit of Race met Cameron en Scott de race op Paul Ricard won en zodoende derde in de LMGTE-klasse werd. In 2021 waren Cameron en David Perel zijn teamgenoten bij Spirit of Race en werd hij met drie podiumplaatsen vierde in het kampioenschap. In 2022 stond hij tweemaal op het podium en werd hij tiende in de eindstand, in 2023 werd hij met een podiumfinish vijfde en in 2024 beëindigde hij het seizoen als negende met een zege op Paul Ricard.